# لافترية فصلية
لافترية فصلية (الاسم العلمي:Lavatera trimestris) هي نوع من النباتات يتبع جنس اللافترية من الفصيلة الخبازية.